# Преваль, Клод Антуан Ипполит де
Клод Антуан Ипполит де Преваль (фр. Claude Antoine Hippolyte de Préval; 1776—1853) — французский военный деятель, генерал-лейтенант (1814 год), барон Империи (1808 год), позднее виконт (1818 год), участник революционных и наполеоновских войн. Имя генерала выбито на Триумфальной арке в Париже.

## Биография
Из старинного, но бедного дворянского рода. Сын офицера Клода Антуана де Преваля (фр. Claude Antoine de Préval; 1739—1808), который принял Революцию и дослужился до звания бригадного генерала, и его супруги Луизы Пюже (фр. Louise Puget; 1751—1783). 
В десять лет, по дворянской традиции, младший Преваль был записан в Энгиенский пехотный полк. 2 сентября 1789 года он был произведён в младшие лейтенанты благодаря подмене свидетельства о рождении старшего брата, обман, который был исправлен только в 1831 году. Как и его отец, юноша принял революцию. 25 марта 1791 года перевёлся в 21-й пехотный полк. 26 апреля 1792 произведён в лейтенанты. 23 июня 1794 года был произведён в капитаны и возглавил артиллерийскую роту 42-й полубригады. Сражался на Рейне в составе Рейнско-Мозельской армии, отличился в деле под Вайнгартеном (около Шпайера), и при осаде укреплений Мангейма. 
В эпоху якобинского террора был отстранён от службы, как дворянин. После падения якобинцев был восстановлен, служил офицером для поручений у полковников штаба Дюкоме и Гранжана. В 1796 году из Рейнско-Мозельской армии переведён в Рейнскую, где выполнял поручения генерала Гувьон Сен-Сира. 
5 февраля 1799 года Преваль получил звание командира батальона штаба и был переведён в Итальянскую армию в дивизию Дельма. 5 апреля 1799 года Преваль возглавил бригаду в сражении при Маньяно, и шесть часов доблестно отбивал атаки противника, несмотря на то, что его натиск был усилен четырёхкратным превосходством. 23 апреля 1799 года произведён в полковники штаба, с назначением в дивизию генерала Лабуасьера. В сражении при Нови, которое было крайне неудачным для французов, действовал храбро, и был рядом с генералом Жубером, когда тот погиб. В последние месяцы 1799 года, когда французы из-за действий Суворова практически лишились всех своих завоеваний в Италии, Преваль был направлен помощником начальника штаба в Ниццу, где прекрасно проявил себя под началом Сюше и Массена, лучших стратегов армии. 
Представленный к производству в бригадные генералы, Клод Преваль отклонил это повышение и пожелал стать полковым командиром. После того, как удивлённый Наполеон удовлетворил эту просьбу, Преваль 5 марта 1801 года получил под своё командование 3-й кирасирский полк. Когда в июне 1801 года в Турине вспыхнул бунт, полк Преваля, единственный из всех, не принял в нём участие. С 1802 по 1805 годы служил в гарнизоне Парижа. Начал делать себе имя как военный писатель и был в некоторой степени вовлечён в процесс над генералом Моро. В марте 1804 года несговорчивый Преваль отказался быть докладчиком по делу арестованного герцога Энгиенского, чем окончательно погубил свою карьеру при Наполеоне. 
С июня 1805 года служил в рядах 1-й дивизии тяжёлой кавалерии. Участвовал в Австрийской кампании 1805 года и отличился при Аустерлице.
1 июня 1806 года женился в Сен-Жермен-ан-Ле на Анне Тюрго (фр. Anne Marguerite Caroline Turgot; 1788—1821), от которой имел сына и трёх дочерей.
В 1806 году участвовал в войне с Пруссией. По приказу командующего резервной кавалерией маршала Мюрата 15 октября вёл переговоры о сдаче Эрфурта. 
31 декабря 1806 года Преваль всё же стал бригадным генералом, и был зачислен в 1-ю драгунскую дивизию Клейна. Однако уже 20 января 1807 года переведён в лагерь Понтиви. 25 марта 1807 года возглавил кавалерийскую бригаду. 24 августа 1807 года получил тыловую должность, став командующим департамента Манш в 14-м военном округе. 8 мая 1809 года переведён в 5-й военный округ. С 30 мая 1809 года занимался инспекцией временных кавалерийских полков в данном округе. С 1 августа 1813 года без служебного назначения. 12 сентября 1809 года получил должность инспектора кавалерийских депо 5-го военного округа. 8 февраля 1810 года стал мастером запросов в Государственном совете. 16 января 1811 года получил должность генерального инспектора кавалерии. 
В 1813 году Преваль был назначен начальником штаба маршала Келлермана, командира одного из военных округов. Затем был командующим кавалерийского депо в Ханау. С 25 по 27 октября оборонял этот город. 30 октября отбыл в Майнц. С 4 января 1814 года собирал национальных гвардейцев в департаменте Юра. С 1 февраля 1814 года – комендант версальского кавалерийского депо.
После первой Реставрации Бурбонов был произведён в генерал-лейтенанты, назначен членом Военного совета, начальником штаба и генеральным инспектором жандармерии. Такие пожалования, видимо, были связаны, как с дворянским происхождением Преваля, так и с его сложными отношениями с Наполеоном, и, в особенности, с его позицией по делу герцога Энгиенского. 
Тем не менее, во время «Ста дней» Преваль неожиданно присоединился к Императору, возглавив отдел кавалерии военного министерства. Принять участие в боевых действиях Превалю снова не удалось.
Возможно, именно поэтому после Второй реставрации карьера Преваля не закончилась: уже в 1818 году он стал виконтом, занимал ряд престижных должностей. Успешная карьера генерала продолжалась и после Июльской революции: в 1837 году он стал пэром Франции и заменил генерала Дюма на посту председателя Военного комитета Государственного совета.
Генерал Клод Антуан Ипполит де Преваль скончался в Париже 19 февраля 1857 года в возрасте 80 лет, и был похоронен на кладбище Монпарнас.

## Воинские звания
- Младший лейтенант (2 сентября 1789 года);
- Лейтенант (26 апреля 1792 года);
- Капитан (23 июня 1794 года);
- Командир батальона (5 февраля 1799 года);
- Полковник штаба (3 апреля 1799 года);
- Бригадный генерал (31 декабря 1806 года);
- Генерал-лейтенант (10 мая 1814 года).

## Титулы

Герб барона

- Барон Преваль и Империи (фр. baron Préval et de l'Empire; декрет от 19 марта 1808 года, патент подтверждён 7 июня 1808 года в Байонне)[2][3];
- Виконт Преваль (фр. vicomte de Préval; декрет от 10 декабря 1817 года, патент подтверждён 29 мая 1818 года в Париже)[4].

## Награды
Легионер ордена Почётного легиона (11 декабря 1803 года)
 Офицер ордена Почётного легиона  (14 июня 1804 года)
 Коммандан ордена Почётного легиона (25 декабря 1805 года)
 Кавалер ордена Железной короны (23 декабря 1807 года)
 Большой крест вюрцбургского ордена Святого Иосифа (24 сентября 1808 года)
 Кавалер военного ордена Святого Людовика (19 июля 1814 года)
 Великий офицер ордена Почётного легиона (29 октября 1828 года)
 Большой крест ордена Почётного легион (25 мая 1843 года)